# Country-Folk
Country-Folk è il dodicesimo album della discografia di Waylon Jennings. In questo disco il musicista texano si avvalse della collaborazione del gruppo vocale The Kimberlys (Waylon Jennings and The Kimberlys).
L'album, pubblicato nell'agosto del 1969, fu prodotto da Chet Atkins e Danny Davis e registrato nell'aprile del 1969 alla RCA Victor Studio di Nashville in Tennessee.

## Tracce
Lato A
1. MacArthur Park – 5:10 (Jimmy Webb)
2. These New Changing Times – 2:56 (Harold Gay, Waylon Jennings)
3. Come Stay with Me – 2:45 (Jackie DeShannon)
4. Cindy, oh Cindy – 2:45 (Bob Barron, Burt Long)
5. Games People Play – 3:14 (Joe South)

Lato B
1. Mary Ann Regrets – 3:54 (Harlan Howard)
2. Let Me Tell You My Mind – 2:58 (Harold Gay, Walt Rogers)
3. Drivin' Nails in the Wall – 2:37 (Harold Gay)
4. Long Way Back Home – 2:53 (Gordon Lightfoot)
5. But You Know I Love You – 2:33 (Mike Settle)
6. World of Our Own – 2:04 (Tom Springfield)

## Musicisti
- Waylon Jennings - voce, chitarra
- Harold Gay - voce (The Kimberlys)
- Carl Gay - voce (The Kimberlys)
- Vera Gay - voce (The Kimberlys)
- Verna Gay - voce (The Kimberlys)
- Jerry Reed - chitarra, dobro
- Fred Carter - chitarra
- Chip Young - chitarra ritmica
- Hargus Pig Robbins - pianoforte
- Bill Pursell - pianoforte
- Charlie McCoy - armonica, vibrafono, organo
- Jay Dawson - corno francese
- Wayne Butler - sassofono, trombone
- Glen Baxter - flicorno, tromba
- Donald Sheffield - flicorno, tromba
- Byron Bach - violoncello
- Martha McCrory - violoncello
- Bobby Dyson - basso
- Roy Huskey - basso
- Henry Strzelecki - basso
- Buddy Harman - batteria
- Willie Ackerman - batteria
- Brenton Banks - violino
- Solie Fott - violino
- Lilian Hunt - violino
- Martin Katahn - violino
- Sheldon Kurland - violino
- Bergen White - arrangiamenti